# Alaia sexdentata
Alaia sexdentata is een keversoort uit de familie bladsprietkevers (Scarabaeidae). De wetenschappelijke naam van de soort is voor het eerst geldig gepubliceerd in 1979 door Petrovitz.